# Touch Yello
Touch Yello è il dodicesimo album in studio del gruppo musicale svizzero Yello, pubblicato nel 2009.

## Tracce
1. The Expert – 2:55
2. You Better Hide (feat. Heidi Happy) – 4:15
3. Out of Dawn – 3:13
4. Bostich (Reflected) – 3:57
5. Till Tomorrow (feat. Till Brönner) – 4:17
6. Tangier Blue – 2:42
7. Part Love – 3:42
8. Friday Smile – 3:36
9. Kiss in Blue (feat. Heidi Happy) – 3:34
10. Vertical Vision (feat. Till Brönner) – 4:18
11. Trackless Deep – 3:20
12. Stay (feat. Heidi Happy) – 3:02
13. Electric Frame (feat. Till Brönner) – 3:36
14. Takla Makan (feat. Dorothee Oberlinger) – 8:33